# ژورنال مطالعات عباسی
مجله مطالعات عباسی (به انگلیسی: Journal of Abbasid Studies)(اختصاری JAS) یک مجله با داوری دوسویه است که مقاله‌های پژوهشی و مروری اصلی را در مورد زندگی سیاسی، فرهنگی، اجتماعی، اقتصادی، مذهبی و فکری خلافت عباسی منتشر می‌کند.